# Верхний Кут
Верхний Кут (укр. Верхній Кут) — село на Украине, находится в Шахтёрском районе Донецкой области. Под контролем самопровозглашённой Донецкой Народной Республики.

## География
Село расположено на реке Нагольной. К северу и востоку от населённого пункта проходит граница между Донецкой и Луганской областями.

#### Соседние населённые пункты по странам света
С: Нижний Нагольчик — в Луганской области
СЗ: Чугунно-Крепинка
СВ: —
З: Дмитровка (ниже по течению Нагольной)
В: Дьяково (выше по течению Нагольной) — в Луганской области
ЮЗ: Кожевня
ЮВ: Червоный Жовтень — в Луганской области
Ю: Дибровка

## Население
Население по переписи 2001 года составляло 9 человек.

## Общие сведения
Код КОАТУУ — 1425282302. Почтовый индекс — 86262. Телефонный код — О6255.

## Адрес местного совета
86262, Донецкая область, Шахтёрский р-н, с. Дмитровка, ул. Центральная, д.46; тел. 97-1-42.